# Vila Chaloupka
Vila Chaloupka se nachází na ulici Dr. Palka Blaho č.p. 126 v Luhačovicích v okrese Zlín. Vznikla přestavbou staršího objektu Dušanem Jurkovičem ve stylu lidové secese. Jedná se o kulturní památkua je zapsaná v Ústředním seznamu kulturních památek ČR.

## Historie
Tato vila vznikla v roce 1902 přestavbou Kuchyňského domu s číslem 10 z roku 1851. Navrhl a financoval ji sám Dušan Jurkovič pro svého přítele Cyrila Holubyho, který se stal novým správcem lázních Luhačovice. Úpravy, kde přízemní domek doplnil novým roubeným polopatrem, navrhl ve svém brněnském ateliéru v lednu 1902. Díky tomu v přízemí vznikl byt o třech pokojích s kuchyní a v prvním patře čtyři pokoje pro lázeňské hosty. Cyril Holuby udělal z vily místo pro setkávání lázeňských osobností. Jako prvních z nich byl například spisovatel Alois Mrštík.
Vila se v roce 1992 stala kulturní památku a akciová společnost Lázně Luhačovice ji nechala v letech 1995 až 1997 zrekonstruovat. Interiéry byly zařízeny replikami původního vybavení navržené Jurkovičem, jejíž originály jsou uložené v Muzeu jihovýchodní Moravy ve Zlíně. Z vily se stal reprezentativní lázeňský dům (****), který nabízí ubytování ve dvou luxusních apartmánech.

## Popis
Vila pochází z první etapy modernizace lázní a má nejblíže k tzv. radhošťskému období Dušana Jurkoviče. Uvádí se, že podoba tohoto objektu ideově vychází z koncepce, podle které se Luhačovice měly stát kulturním a společenským centrem západních Slovanů. Jedná se o volně stojící vilu v obdélném půdorysu se zděným přízemím, roubeným patrem se sedlovou střechou s valbičkami a nárožním arkýřem. Fasáda je barevně odlišná. Vstupní průčelí je orientováno na jihozápad a dveře jsou umístěny v žudru se segmentově vypjatou římsou, nad kterou je malba dvou slunečnic v květináči, kde každá z nich se naklání na jednu stranu. Přízemí na této straně fasády je prolomeno oknem v šambráně. Vlevo od okna se nachází plastický kolorovaný štukový reliéf slunečnice, kde ve středu je č.p. 10 a vpravo se nachází secesní nápis CHALOUPKA. Roubené patro bylo vytvořeno krytou pavlačí, která částečně přesahuje do zahradního průčelí a nade dveřmi přechází v prosklenou verandu nesenou vyřezávanými krakorci, ke které přiléhá dřevěný arkýř v polygonálním tvaru. Toto průčelí je ukončeno lichoběžníkovým dřevěným štítem dekorativně členěn na dvě patra s valbičkou a prolomením. Na protilehlém průčelí ukončeným také dekorativním štítem s valbičkou se nacházejí dvě okna v přízemí, nad kterými je dřevěná pavlač. Na zahradním průčelí se ve spodní části nachází vstup taktéž v žudru a v přízemí jsou tři okna. Patro bylo kromě další pavlačí prolomeno dvěma vikýřovými okny ve vrcholu lichoběžníkového tvaru. Nejedné se o vikýře v pravém slova smyslu, ale o zalamování povyndaného okraje střechy, které jsou neseny dřevěnými krakorci.

## Galerie

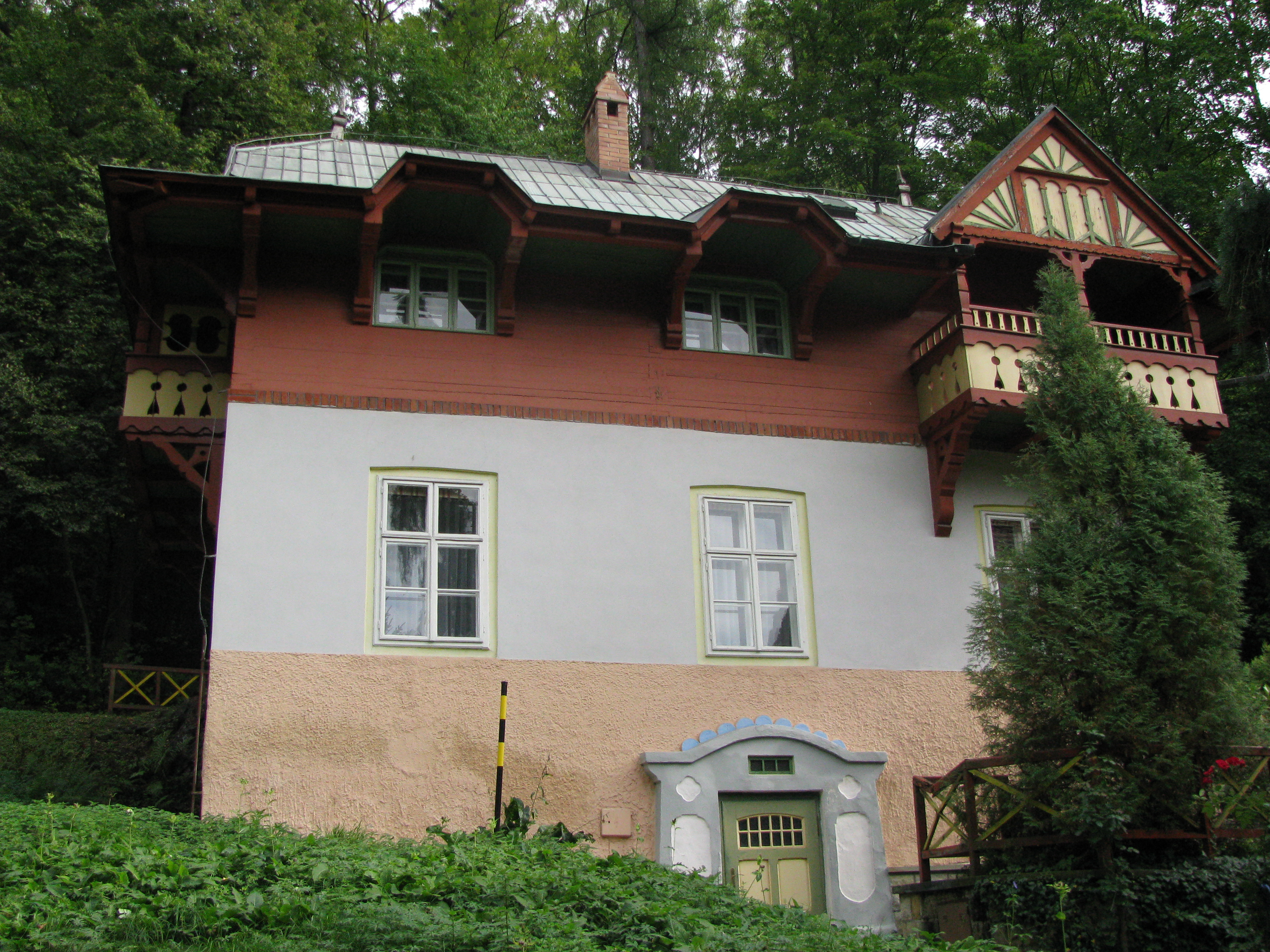
Zahradní průčelí
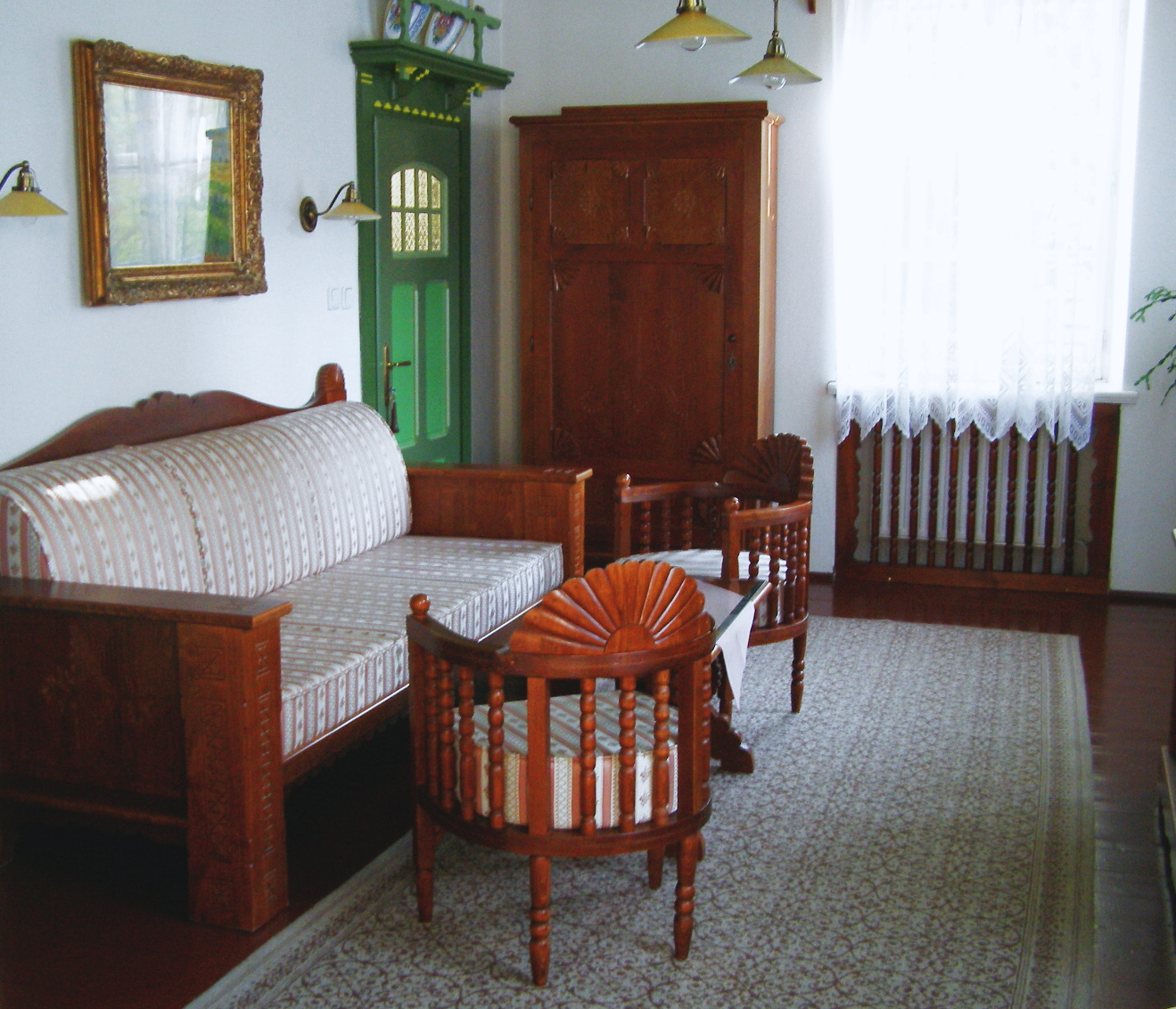
Obývací pokoj
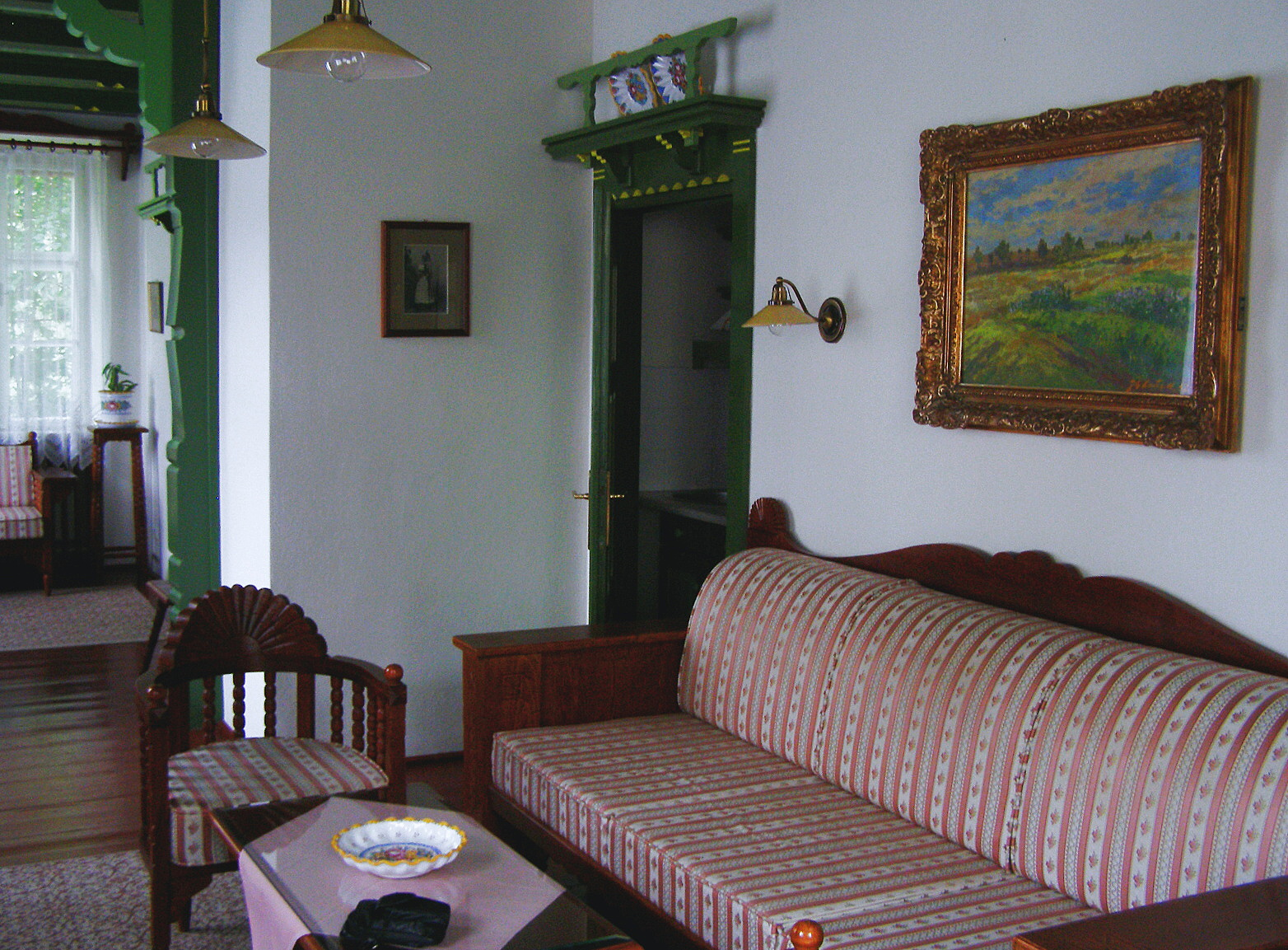
Obývací pokoj